# P. V. 나라심하 라오
파물라파르티 벵카타 나라심하 라오(영어: Pamulaparthi Venkata Narasimha Rao, 1921년 6월 28일 ~ 2004년 12월 23일)는 인도의 변호사, 정치인으로 1991년부터 1996년까지 인도의 제9대 총리를 지냈다.

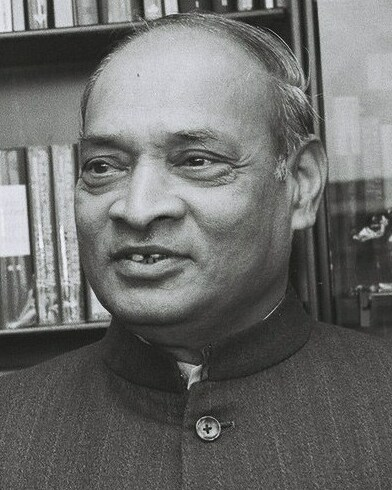
라오 (1983)

그는 인도의 두 번째 비(非)힌디어권 출신이자 최초의 인도 남부 출신 총리라는 점에서 큰 의의를 갖고 있다. 총리 시절 경제 체제 전환을 이끌었으며, 인도의 국가 안보에 위협을 가하는 각종 국내 사건·사고에 적극적으로 대처하였다. 산업부 장관이기도 했던 그는 무역산업부의 권한 중 하나였던 면허규정 제도의 폐지를 주도했다. 그는 "인도 경제 개혁의 아버지"로 불리며, 그의 경제 정책은 후임 총리 아탈 비하리 바지파이와 만모한 싱 치하에서도 계속되었다. 면허규정 제도의 폐지를 적극적으로 추진하면서 라지브 간디 정권의 사회주의 정책을 전면 재검토하였으며, 만모한 싱을 재무장관에 등용함으로서 역사적인 체제 이행에 착수했는데, 특히 IMF 정책에 기반한 국제화를 추진하면서 파탄 직전에 이른 경제를 회생시켰다. 소수 정부라는 한계에도 불구하고 경제·정치 분야의 개혁을 주도하며 "차나크야"라고도 불렸다.
나트와르 싱 전 외무장관은 라오에 대해 "자와할랄 네루와는 달리 산스크리트어 실력이 매우 좋았다. 네루가 성질을 잘 내는 반면, 라오는 기질이 좋았다. 그는 이 땅에 영적, 종교적으로 깊은 뿌리가 있었으며, 인도를 굳이 '발견'할 필요가 없었다."라고 회고했다. 인도의 제11대 대통령을 역임한 압둘 칼람은 라오를 "정치보다 국가를 더 중시한 애국자"라고 평가했으며, 훗날 자신에게 1996년에 핵실험을 요청했지만 총선에서 정권 교체로 성사되지는 않았다고 밝혔다. 이 핵실험은 후임 바지파이의 국민민주동맹 정권에 의해 성사되었으며, 훗날 라오는 이에 대한 브리핑을 하기도 했다.
라오 정권은 인도 역사에 있어 파란만장한 시기였다. 네루의 혼합 경제를 시장 경제로 전환한 것도 있지만, 무엇보다도 주요 우익 정당인 인도 인민당(BJP)이 독립 후 장기집권한 인도 국민회의의 대안으로 떠오른 것도 있다. 또한 그의 총리 시절 BJP 소속의 칼랸 싱이 우타르프라데시주의 주수상이었는데, 이 때 아요디아의 바브리 모스크 파괴 사건이 발발해 인도의 독립 이후 최악의 힌두교-무슬림 간의 폭동이 발발하기도 했다. 2004년 뉴델리에서 심장마비로 타계했으며, 유해는 하이데라바드에서 화장되었다. 다양한 성격의 소유자인 그는 정치 외에도 문학과 컴퓨터 소프트웨어에 관심을 가졌으며, 무려 17개의 언어를 구사할 수 있었다.

## 역대 선거 결과
| 선거명      | 직책명                       | 대수 | 정당          | 득표율 | 득표수    | 결과 | 당락                   |
| ----------- | ---------------------------- | ---- | ------------- | ------ | --------- | ---- | ---------------------- |
| 1980년 선거 | 하원의원 (한마콘다 선거구)   | 7대  | 인도 국민회의 | 0%     | 257,961표 | 1위  | 한마콘다 하원의원 당선 |
| 1984년 선거 | 하원의원 (한마콘다 선거구)   | 8대  | 인도 국민회의 | 40.5%  | 209,564표 | 2위  | 낙선                   |
| 1991년 선거 | 하원의원 (알라하바드 선거구) | 10대 | 인도 국민회의 | 89.48% | 626,241표 | 1위  | 난디알 하원의원 당선   |
| 1996년 선거 | 하원의원 (알라하바드 선거구) | 11대 | 인도 국민회의 | 50.42% | 366,431표 | 1위  | 난디알 하원의원 당선   |